# 마가다-아반티 전쟁
마가다-아반티 전쟁은 마가다와 아반티가 북인도 대부분 지역의 패권을 놓고 치른 전쟁이다.
고대 인도 국가는 거의 항상 서로 충돌했다. 하리얀카 왕조의 빔비사라 왕의 치세 동안 마가다는 확장주의 정책을 추구했으며, 이로 인해 그는 아반티의 통치자인 프라드요타와 충돌했다. 빔비사라는 아반티 침공의 위협으로 인해 라자그리하를 강화해야 했다. 아자타샤트루 치세 초기에 아반티는 마가다 영토의 특정 부분을 침략하여 우위를 확립했다.

## 시슈나가의 아반티 정복
아자타샤트루의 죽음 이후 암흑기가 뒤따랐고 약한 통치자들의 연속적인 통치는 다시 프라드요타 왕조 침공의 위협을 일으켰다. 이것에 격노한 마가다인들은 하리얀카의 마지막 통치자를 몰아내고 그의 장관이었던 시슈나가가 왕위를 찬탈하여 샤이슈나가 왕조를 개창하게 하였다. 시슈나가는 아반티의 프라드요타 왕조를 격파하여 마가다 제국에 대한 주요 위협을 제거하였다.

## 같이 보기
- 마가다-밧지 전쟁